# Осми Доктор
Осми Доктор је инкарнација Доктора, протагонисте британске научнофантастичне телевизијске серије Доктор Ху. Глумио га је глумац Пол Мекган.
Лик се први пут појавио у ТВ филму Доктор Ху из 1996. године, пилот епизоди која је снимљена у неуспешном покушају да поново покрене серију након њеног отказивања 1989. године. Док је Осми Доктор у почетку имао само једно појављивање, његове пустоловине су опширно приказане у каснијим спиноф медијима, укључујући више од 70 аудио драма у којима је глумио Мекган. Године 2013. глумац је поновио улогу у мини-епизоди „Ноћ Доктора“ која приказује последњу пустоловину Осмог Доктора и његову регенерацију у Ратног Доктора (којег игра Џон Херт). Мекган је потом поновио улогу у кратком појављивању заједно са другим претходним инкарнацијама у „Моћи Доктора“ (2022), свом првом појављивању у серији Доктор Ху.
У оквиру наратива серије, Доктор је неколико векова стар ванземаљски Временски господар са планете Галифреј који путује кроз време и простор у ТАРДИС-у, често са сапутницима. На крају живота, Доктор се регенерише па се због тога његов физички изглед и личност мењају. У регенерацији му претходи Седми Доктор (Силвестер Мекој), а следе га Ратни (Џон Херт), односно Девети Доктор (Кристофер Еклстон).
Његова једина сапутница у телевизијском филму је Грејс Халовеј (Дафни Ешбрук), докторка чија је операција делимично одговорна за покретање његове регенерације. У сталним пустоловинама лика приказаног у аудио драмама, романима и стриповима, он путује заједно са бројним другим пратиоцима, међу којима су самозвана „едвардијанска пустоловка” Чарли, ванземаљац Дестри и савремени људи Луси и Сем.

## Преглед
Осми Доктор се први пут појавио на телевизији у телевизијском филму Доктор Ху из 1996. године, први пут када се Доктор вратио на телевизијске екране од краја изворне серије 1989. Филм је намењен као пробна епизода за нову телевизијску серију на Fox Network-у и привукао је 5,5% америчке публике, према Нилсеновим рејтинзима. У Уједињеном Краљевству је добро примљен, привукао је преко 9 милиона гледалаца и генерално позитивне критике. Такође је генерално добро прихваћен у Аустралији.
Иако филм није успео да изазове нову телевизијску серију, пустоловине Осмог Доктора су настављене у различитим огранак медијима уз дозволу, посебно у романима ББЦ Књига Пустоловине Осмог Доктора, аудио драмама продукције "Big Finish" и стрипу Часописа Доктор Ху. Ове приче обухватају девет година између 1996. и дебија нове телевизијске серије 2005. Он је Доктор са најдужим стажом у стрипу Часописа Доктор Ху. Након позитивне реакције на оживљену телевизијску серију 2005. године, неколико аудио драма Осмог Доктора "Big Finish"-а је такође емитовано на радију ББЦ7 у монтираном облику. У трејлерима за ове емисије објашњено је да су се ове пустоловине одиграле пре уништења Галифреја, Докторовог завичајног света. Докторов родни свет је такође детаљно описан у оживљеној ТВ серији. Године 2007. ББЦ7 је емитовао нову низ аудио пустоловина Осмог Доктора, произведених посебно за радио. Пол Мекган је наставио да приказује Осмог Доктора у разним аудио огранцима.
Континуитет огранак медија у односу на телевизијске серије и једни према другима је отворен за тумачење. („Водич за почетнике за Доктора Хуа“ на ББЦ-овом класичном сајту "Доктор Ху" указује да је то можда последица Временског рата. Предложено је да се пустоловине Осмог Доктора у три различита облика (романи, аудио драме и стрипови). ) одвијају у три одвојена континуитета. НЕдоследности су јасно истакнуте у аудио драми Загреј. Као одговор, постало је све чешће разматрање три опсега одвојено. Последњи роман о пустоловинама Осмог Доктора Галифрејачке хронике искоса упућује на ову поделу у временским линијама, чак указујући да подела доводи у три алтернативна облика Деветог Доктора (веза на чињеницу да су се три различите варијанте инкарнације појавиле у различитим медијима). Аудио драма "Big Finish"-а Мерина прича из 2009. године била је у супротности са овим указивањима јер тамо Доктор помиње своје пратиоце редом, а пратиоце из књига пре аудио пратилаца. У „Ноћи Доктора“, Доктор „салутира“ петорици својих пратилаца по имену, сви из аудио продукције "Big Finish".
Упркос чињеници да се Осми Доктор појавио на телевизији само три пута, он је најплоднији од свих Доктора (до данас) по броју појединачних прича објављених у романима, новелама, приповеткама и аудио драмама. Године 2007. Осми Доктор се коначно поново појавио (некако) у континуитету телевизијске серије. У епизоди „Људска природа“ он се појављује на екрану као скица (поред других инкарнација) у књизи Дневник немогућих ствари Џона Смита. Године 2008. и 2010. поново се појавио као кратка слика у „Следећем Доктору“ и „Једанаестом часу“ заједно са сваком другом инкарнацијом до тада. У епизоди „Подстанар“ из 2010. приказан је у бљеску из прошлости са својом првом, другом, трећом, четвртом, деветом и десетом инкарнацијом. У „кошмару у сребрном“ из 2013. приказан је у бљеску из прошлости заједно са другим Докторовим инкарнацијама. Он је такође пролазно виђен како трчи поред сапутнице Кларе Освалд у следећој епизоди „Име Доктора“, иако му лице није приказано. Његова сличност је приказана у „Ванременској деци“ (2020) када је Тринаести Доктор избила из Галифрејеве матрице.
Године 2013. Мекган је поновио улогу у мини епизоди „Ноћ Доктора“, уводу у специјал поводом 50. годишњице серије. Ово појављивање означило је последњу пустоловину Осмог Доктора и његову регенерацију. „Ноћ Доктора“ се показала популарном међу обожаваоцима серије од којих су неки затражили од ББЦ-а да направи огранак серију са Осмим Доктором у главној улози.

## Личност
Званични сајт ББЦ-а описује Осмог Доктора као „без напора очаравајућу и романтичну фигуру“. У њему се помиње да је отворен у вези са својим пореклом и искрен о будућности оних које среће, наглашавајући поругу „отвореног Доктора“ који остаје затворена књига.
Интернет страница продукције "Big Finish" описује Осмог Доктора као „фигуру са надахнућем која истражује универзум због чисте љубави према њему“, који увек преживљава захваљујући својим одличним вештинама сналажења уместо да припрема разрађене планове. На страници се наводи да је он „страствен, непосредан, симпатичан и осећајно приступачан“, али напомиње да су те особине „уравнотежене повременим осећањем сумње у себе и умором од његових бескрајних борби против зла“.
Говорећи о „Ноћи Доктора“, Мекган је рекао: „[Мофатов] нагонски поглед на Осмог Доктора био је управо онакав какав сам замишљао да овај лик буде, чак и давно, још 90-их. Знате, овај... као племство у модрицама. Знам да сада звучи блесаво, али... он је пристојан, али је компромитован. Он, заправо, уопште није ратник. Има мирољубиве стране на себи, али је и реалиста."

## Телевизијска појављивања

### Филм (1996)
Осми Доктор дебитовао је у ТВ филму Доктор Ху. Док је пребацивао остатке свог дугогодишњег непријатеља Господара на Галифреј, Седми Доктор (Силвестер Мекој) бива ухваћен у унакрсној ватри пуцњаве банде у кинеској четврти у Сан Франциску 1999. године. Одведен је у болницу где хирурзи, збуњени његовим двоструким откуцајима срца, покушавају да исправе непостојећу фибрилацију. Ови напори уместо тога „убијају“ Доктора и он је одведен у мртвачницу где се после неколико сати – због дејства анестетика на његову ванземаљску биологију – коначно регенерисао у своју осму инкарнацију (Мекган). Господар успева да превари смрт, а док је Доктор на Земљи, његов дух преузима тело болничара Бруса (Ерик Робертс). Господар (Робертс) затим покушава да украде Докторове преостале животе отварајући Око склада унутар Докторове временске машине ТАРДИС, умало уништавајући Земљу у току тога. Међутим, Доктор и његова сапутница др. Грејс Халовеј (Дафни Ешбрук) успевају да спрече уништење Земље, а Господар је увучен у Око.
ТВ филм није довео до пуштања у рад оживљене телевизијске серије, а док су се приче о Осмом Доктору наставиле у другим медијима, Доктор Ху се није поново емитовао на телевизији све до 2005. Након тога, снимци и кадрови из ТВ филма су коришћени у каснијим епизодама „Следећи Доктор“ (2008), „Једанаести час“, „Подстанар“ (обе 2010), „Кошмар у сребрном“ (2013) и „Ванвременска деца (1. део)“ (2020). Монтирани архивски снимак у „Имену Доктора“ врло кратко приказује Осмог Доктора како дели пустоловину са Другим Доктором (Патрик Траутон).

### Ноћ Доктора (2013)
Мекган је поновио улогу у мини-епизоди веб емитовања „Ноћ Доктора“ 2013. године која претходи специјалу поводом 50. годишњице „Дан Доктора“. Епизода почиње током бесног Временског рата између Далека и Господара времена када је убијен када је покушавао да спасе младу жену која одбија спасење од стране Господара времена због чега су обоје умрли у паду свемирског брода. Он се буди у друштву сестринства из Карна које објашњавају да је умро и да је привремено васкрсао. Подстичу га да оконча рат и дају му избор еликсира који ће покренути његову регенерацију. Поздрављајући своје разне сапутнике из аудио опсега "Big Finish"-а, он пије еликсир израђен да произведе ратника, регенеришући се у Ратног Доктора (Џон Херт) који себе изјашњава да је Доктор „више“. У „Дану Доктора“, Осми Доктор се придружује свим другим инкарнацијама Доктора у спасавању Галифреја на крају Временског рата. Накратко се може видети на екрану у Ратној соби, мада је, као и код других претходних инкарнација Доктора, то постигнуто кроз архивске снимке.

### Моћ Доктор (2022)
Мекган је поновио своју улогу Осмог Доктора у последњем специјалу Тринаестог Доктора „Моћ Доктора“ као један од „Чувара ивице“ у загробном животу у Докторовом уму. Он, заједно са Првим, Петим, Шестим и Седмим Доктором, помаже Тринаестом да поништи своју присилну регенерацију од стране Господара. За разлику од других инкарнација, он се појављује у свом редовном костиму, а не у посебној одећи.

## Костими

### Изворни филмски костим
Осми Доктор је у почетку носио костим Дивљег Била Хикока који се састојао од дуплог капута од шумско зеленог сомота са шиљастим реверима, прслука на дупло копчање од сребрно сивог пејслија са шал крагном и златног шаф-хаузена, беле кошуље, сиву кравату бојног брода и панталоне зелене боје маховине намењене новогодишњој отменој журци које је узео из ормарића у болници у Сан Франциску где се регенерисао. Употпунио га је паром црних глежњача узетих од бившег дечка Грејс Халовеј Брајана да би му дао изглед негде између викторијанског кицоша и коцкара са дивљег запада.

### Костим током Временског рата
У време „Ноћи Доктора“ носио је дворедни капут од боце зелене кртиће коже са шиљастим реверима, једноструки прслук од бронзано браон броката са сатом, поноћноплаву аскот кравату испод крагне бела кошуља, ђумбир браон кожне гамаше и карамел браон чизме коњице америчке војске, што одговара његовом целокупном уморном изгледу, вероватно као исход многих искустава током Временског рата. Овај костим је имао за циљ да подсети на изворни лик, са дугим зеленим капутом и сивим прслуком. Након позитивног пријема „Ноћи Доктора“, представљен је у многим аудио драмама продукције "Big Finish" смештеним током Временског рата, а такође је коришћен као промотивни материјал. Мекган је носио варијацију овог костима за свој наступ у „Ноћи Доктора“.

### Костим за "Big Finish"
Године 2010, Пол Мекган је открио нови костим и звучни шрафцигер за Осмог Доктора за који је назначио да ће бити нови костим у будућности. Насловне и промотивне фотографије за причу о Великој завршници из 2012. године, Мрачне очи су, међутим, прва прича која је званично представила нови костим. Нова одећа је првобитно премијерно представљена 2010. године на сајму Армагедон Поп Културе Експо заједно са новоизрађеним соничним шрафцигером захваљујући радионици "Вета". Ове промене су произведене независно и нису биле повезане са продукцијом Big Finish" или ББЦ-ом, али су прихваћене као прикладне за званичну употребу након чињенице. Костим се састоји од краљевско плавог кожног капута од грашка, алабастер беле мајице, тамноплавих фармерки и смеђих ципела. У овој одећи Доктор носи и браон торбу.

## Спиноф појављивања

### Романи
Скоро чим је напустио Сан Франциско, Доктор је имао још један кратак напад губитка памћења, изазван последњом замком Господара. Да би повратио своја сећања, Доктор је био приморан да посети свих седам својих прошлих инкарнација и помогне им у некој или другој кризи, истовремено признајући одговорност коју му је улога дала. Пошто је повратио своја сећања, Доктор је упознао ученицу школе „Колово брдо” са краја двадесетог века по имену Саманта Џоунс. Убрзо након њиховог сусрета, Доктор ју је оставио саму на скупу Зеленог мира.
Неко време, Доктор је био у пустоловини са Леденим ратником по имену Сард и женом по имену Стејси Таунсенд који су се заљубили једно у друго. Неко време пошто су се растали од Доктора, њих двоје су га позвали да им буде кум на венчању (Плацебо ефекат). Такође се удружио са својом старом сапутницом Бернис Самерфилд, бригадиром Летбриџ-Стјуартом и ОЈУН-ом у борби против окупације Велике Британије од стране Ледених ратника.

### Фракција парадокса
На крају, три године након његовог одласка и један сат након што је отишао, Доктор се вратио на митинг Зленог мира. Са прикупљеним Сем, пар је провео сјајно раздобље заједно лутајући, суочавајући се са десетинама пустоловина. Током својих путовања, Сем и Доктор су постали свесни великог рата који се назире у будућности Галифреја, између Господара времена и још увек неидентификованог Непријатеља са драматичним и узнемирујућим последицама. Док је истраживао питање рата, Доктор је открио да његов Сем није изворна Саманта Џоунс. Уместо тога, њеним биолошким подацима је обманула спољна агенција са намером да је обликује у прозаичну дистракцију за њега (Ванземаљска тела). На крају се овај план показао неуспехом, пошто се Сем развила у много вољнију сапутницу него што је намеравао. У једном тренутку је провела три године избегавајући Доктора како би се изборила са заљубљеношћу у њега, али је успела да преживи и направи добар живот за себе у будућности док се поново није придружила Доктору јер је могла да буде више разлика са њим.
Блиска динамика између пара је промењена увођењем Фица Крајнера, певача из бара из шездесетих година, погрешно осумњиченог за убиство мајке. Фиц је преузео улогу неке врсте млађег брата Доктору, постављајући Господара времена на оно високо пиједестал какав је Фиц икада познавао. На крају се Фиц нашао да га је отео Фракцији парадокса, „вуду култ који путује кроз време“, и испран мозак њиховим легијама. Када је Доктор схватио да је члан Фракције којег је срео копија Фица из биомасе - 'двојника' створеног и обликованог на основу сећања и перцепције других о Фицу, користио је ТАРДИС-ова телепатска кола да поврати Фицова сећања и идентитет у двојника, верујући да је изворни Фиц мртав и резонујући да би двојник у суштини био прави Фиц на сваки важан начин.
Пошто су и Сем и Фиц отишли – Семино порекло установљено је као временски парадокс узрокован излагањем ожиљку у стварности насталом када се Доктор регенерисао, чему је „изворна” Сем била изложена само зато што је Доктор упознао плавокосу Сем – Доктор је наставио своја путовања са клоном Фицом (иако је третиран као правим и генерално се сматрао таквим) и Саосећањем, бившим агентом фракције са уграђеним интерфејсом за који је Доктор сматрао да је компатибилан са његовим ТАРДИС-ом. Без знања Доктора, Фракција је – уз помоћ изворног Фица – променила његову историју, привлачећи Трећег Доктора на планету коју никада није требало да посети и изазвавши низ догађаја који су кулминирали регенерацијом Трећег Доктора пре рока, дозвољавајући им да га заразе вирусом биолошких података Фракције парадокса. Док би му његов имуни систем омогућио да се одупре вирусу неко време, он би га јачао са сваком следећом регенерацијом, све док га коначно не би трансформисао у члана фракције у његовој осмој инкарнацији (Интерференција: Прва и друга књига).
На крају, имплантат Саосећања, повезан са Докторовим ТАРДИС-ом како би спречио да буде под утицајем насумичних месних сигнала, покренуо је њену неочекивану мутацију у осећајни ТАРДИС типа 102, тачније „мајку“ ТАРДИС-а који ће бити коришћен у предстојећем рату. Са овим сазнањем, Господари времена – предвођени Романом, сада у својој трећој инкарнацији – покушали су да ухвате Саосећање, намеравајући да је искористе као расплодну стоку у припреми за рат. Као одговор, и у светлу очигледног уништења његовог старог ТАРДИС-а у димензионалном расцепу, Доктор и Фиц су се повукли у Саосећање и побегли, Доктор је одбио да дозволи свом народу да пороби његовог пријатеља на такав начин и одлучио је да настави да бежи све док није могао да пронађе други начин да се позабави питањем рата (Сенка Авалона).
Доктор и Фиц су путовали у Саосећању неко време, све док махинације Фракције парадокса нису дошле до краја на Галифреју. Како се испоставило, у новој временској линији изазваној Докторовом заразом, Доктору је суђено да постане „Парадокс деде“, митски оснивач Фракције парадокса. Једини чинилац који је задржао првобитни след догађаја у игри био је Докторов ТАРДИС који се поново изградио након очигледног уништења на Авалону, а сада се материјализовао у уврнутом облику изнад Галифреја, држећи у себи изворну Докторову стварност у којој се он поново родио на Метебелис III и никада није био заражен од када је осетио да нешто није у реду када се Трећи Доктор регенерисао пре рока.
У коначној конфронтацији са својим будућим ја, Доктор је решио сукоб временске линије каналисањем ТАРДИС-ове изграђене енергије кроз његове системе оружја, уништавајући на тај начин и флоту Фракције парадокса и сам Галифреј. Чинећи то, ТАРДИС је био у могућности да препише измењену временску линију изворном коју је „сећао“. Више могао да садржи обе временске линије као резултат одлива енергије, једна стварност је морала да постане 'стварна'. Међутим, као нуспојава, целокупно памћење Доктора је избрисано, очигледно због трауме догађаја (Ћелија предака).

### Губитак памћења на Земљи
Да би Доктору дала времена да се опорави и ТАРДИС-у да се регенерише од велике штете коју је претрпео, Саосећање је оставило Доктора на Земљи 1889. године. Она је затим испоручила Фица 2001. са намером да он сачека да га доктор сустигне. Уз то, Саосећање је отишло у непознате делове. У међувремену, давне 1889. године, Доктор се пробудио у железничком вагону да открије ниједно сећање на његов прави идентитет, нити имовину осим мале, безобличне кутије – онога што је остало од ТАРДИС-а након губитка струје – и белешке у којој се једноставно наводи "Нађимо се у Сент Луису. 8. фебруар 2001. Фиц".
Упркос губитку памћења, Доктор је задржао широко опште знање. Међутим, он је такође показао неуобичајену бешћутну црту, лако дозвољавајући другима да умру ако је сматрао да 'заслужују' да нестану (Сагоревање). За разлику од тога, био је способан да осети необично дирљиву топлину, чак је излазио са женом 1980-их и усвојио младу девојку по имену Миранду, временску даму из будућности (Отац времена). Током тог времена, често се укључивао у чудне проблеме ван норме, као што је суочавање са ентитетом који је у суштини био осећајна ватра (Сагоревање). Доживео је посебан фанк 1950-их, осећајући да су његови напори да сазна о својој прошлости били бесмислени, али је његово занимање за живот поново подстрекнуто када је регрутован да победи своје старе непријатеље Играче док су покушавали да ескалирају Хладни рат (Крај игре).
Несигуран шта је "Сент Луис" намењено белешком, Доктор је створио свој сопствени у Лондону: Кафана и ресторан "Сент Луис". Како је 2001. кренула, Фиц се заиста појавио тамо да га упозна. Уз помоћ новог сапутника Ањи Капура, Доктор и Фиц су завршили регенерацију ТАРДИС-а, суочили се са расом ванземаљаца који су нападали, а затим су се поново вратили истраживању времена и простора (Брзина бекства).
Пошто му је враћена слобода, Доктор је одлучио да се супротстави свом продуженом изгнанству тражећи што је могуће више нељудског друштва. Током овог раздобља, Доктор се сусретао са разним необичним бићима – од врсте која је на летимичан поглед подсећала на земаљског тигра (Година интелигентних тигрова), преко водених духова, до мајмуна који говоре из друге димензије. Иако је Доктор понекад деловао помало хладно – као када је изгледао више забринут за оштећене шљиве него за мртвог човека (Једач оса) – задржао је своју страст за животом у свим облицима. Иако је његов губитак памћења и даље сметала, Доктор је признао да се све што му се догодило догодило с разлогом и да би могао да искористи предности које је нудила.

### Сабат и упоредна времена
Само неколико месеци након што је наставио са старим начином живота, Доктор се суочио са још једном радикалном променом: губитком свог другог срца. Како се десило, срце је служило као веза са Галифрејем. Када је планета нестала, срце је почело да се гноји у Докторовом телу, пумпајући га отровом.
Извесни Сабат, тајни агент из осамнаестог века надарен способностима путовања кроз време, исекао је поцрнели орган, спасавајући Докторов живот и одузимајући Доктору неке од његових виших способности Господара времена, укључујући његов респираторни бајпас систем и његову способност метаболизма отрова. Испоставило се да је Сабат заправо хтео срце за своје сврхе: када је усађено у Сабатове груди, дао му је исте моћи Господара Времена, укључујући омогућавање да путује даље од Земље у својој временској машини него што је раније био способан. Неочекивани нуспојава овог огледа је била да све док је Докторово срце остало у Сабатовим грудима, сам Доктор је остао практично нерањив на повреде, враћајући се у живот након до једног дана у стању налик смрти, чак и након одржавања нормалног регенерације, повреде као што је згњечење груди врећама песка (иако би свака повреда коју је задобио Доктор ослабила Сабат).
На крају, пошто се жена коју је Сабат волео жртвовала да би спасила Доктора од временске машине која није функционисала, Сабат је истргао Докторово друго срце, дозвољавајући Доктору да почне да расте ново.
Убрзо након обнављања његовог срца, Доктор се нашао закључан у очајничкој борби са Сабатом док је, заједно са својим тајанственим пословним сарадницима, Сабат сковао план да уништи све алтернативне стварности. Сабат је веровао да путници кроз време попут Доктора, сваки пут када негде слете, стварају алтернативну стварност у којој се не појављују и да универзум не може да подржи толико алтернатива а да не претрпи штету. Стога је покушао да изазове прасак на Догађају један – Велики прасак – који би избрисао све алтернативне универзуме и оставила само једну могућу временску линију. Међутим, Сабатови савезници су га лагали. У ствари, Време би се поделило само ако је било неопходно, а чак и тада, било је скоро немогуће путовати између алтернативних стварности. У стварности, Сабат је био изманипулисан у стваирању плана који би ефикасно збрисао саму слободну вољу, док је Доктор доказао да је Сабатова перцепција била погрешна када су се нашли у ситуацији која је могла да се догоди само због путовања кроз време у једној временској линији.
Прасак на Догађају један је избегнут када је Доктор преусмерио црно светло које би изазвало прасак 1898. али уместо да се стварност сруши у једну временску линију којом се може управљати, оно што се догодило је стварност која је почела да „клизи“ између историја, више упоредних стварности које се боре да постане доминантна. Заједно са новом сапутницом Трикс, Доктор, Фиц и Анђи путовали су кроз стварност, укључујући свет у коме компјутер никада није измишљен, свет у коме је Земљу разорио чудан чак и читав живот стар четрдесет година 1843. године и свет у коме је човечанство је имало путовања кроз време, док је Доктор био приморан да избрише најмање две од ових стварности док је покушавао да врати првобитну временску линију. Током ове пустоловине, Доктор је изгледа постао мало хладнији и прорачунатији, жртвујући невиног човека да би побегао из џепног универзума и чак остављајући алтернативне варијанте Фица и Анђи да умру да би сачувао континуитет. Међутим, на крају су се њихове жртве исплатиле, Доктор је успео да стабилизује стварност разрешавајући парадокс који је над њима висио од почетка кризе, а затим су се, уз помоћ Сабата, супротставили његовим господарима. Веће осам, тајанствена бића која су стекла моћ предвиђањем могућих будућих догађаја и потом обезбеђивањем да се они остваре. Доктор, као одметнички елемент који постоји изван Времена, био је једини непредвидиви чинилац у њиховом универзуму и стога је био једина особа која их је могла зауставити. Поружно, управо је Сабат био тај који је Доктору дао предност да заустави савет. Схвативши да је један од чланова Већа очекивао да ће он пуцати на члана Већа оружјем дизајнираним да пошаље субјекта у Временски вртлог, Сабат је уместо тога пуцао у себе, осуђујући себе на вечну патњу у Временском вртлогу, али потпуно поништавајући план савета и уништавајући њихову свемирску станицу, истовремено враћајући могућност упоредних светова универзуму.

### Галифрејачке хронике
Неко време након тога, Доктора је ухватио Марнал, један од ретких преживелих Галифрејанаца, и је оптужен да је уништио Галифреј. Иако је Галифреј био скоро збрисан из историје Докторовим поступцима, Марнал је могао да пороти постави визуелизатор временског простора да види како Доктор заправо притиска дугме док се суочава са дедом, иако је између Докторовог испаљивање метка и Галифрејевог стварног уништења где су Докторови поступци у ТАРДИС-у остали непознати било око три минута. Размишљајући о својим открићима у ТАРДИС-у, Доктор је, уз помоћ К9 (који је био превезен у скривено подручје ТАРДИС-а и тамо заробљен након Галифрејевог уништења) схватио да његов губитак памћења није узрокован траумом уништавање Галифреја. У ствари, Доктор је обрисао своја сећања да би свом уму дао простор да складишти садржај Матрикса у свом мозгу, сабијеног да га не би избезумили гласови свих мртвих Господара времена у њему, његова сопствена сећања су вероватно похрањена негде другде у његовом уму, с обзиром на његове повремене бљескове из прошлости. Међутим, управо тада, Доктор је имао више непосредних брига. Наиме, спасавање Земље од врсте масивних ванземаљаца налик мушици званом Вор која ће ускоро имати моћ да прождре планету. Када су се Галифрејачке хронике завршиле, Доктор, Фиц и Трикс су заронили у планину Вора, а Доктор је био опремљен планом да заустави Воре и спаси свет.

### Аудио драме
Пол Мекган се први пут вратио својој улози Осмог Доктора у Упозорењу на олују, првој у низу аудио драма. Током свог времена са "Big Finish"-ом, Мекган је играо Доктора у низу пустоловина и још неколико самосталних прича. Мекган је играо алтернативну варијанту Осмог Доктора из временске линије у којој се Седми Доктор регенерисао пошто су га нацисти убили 1950-их (први пут поменут у аудио драми Колдиц), а појавио се у Клајновој причи. Као "Шмит", Доктор учи Елизабет Клајн како да управља ТАРДИС-ом и ставља је у положај да ненамерно помогне Седмом Доктору да спречи појаву ове временске линије (не може сам да се врати пошто га ТАРДИС безбедносни протоколи спречавају да оде негде где већ је био).
"Big Finish" је 2013. објавио причу поводом 50. годишњице Светло на крају тунела у којој Господар (Џефри Биверс) спроводи заверу да ухвати и уништи свих осам инкарнација Доктора тако што га задржи на Галифреју. Осми Доктор и Чарли се састају са Четвртим Доктором (Том Бејкер) и Лилом (Луиз Џејмсон), Петим Доктором (Питер Дејвисон) и Нисом (Сара Сатон), Шестим Доктором (Колин Бејкер) и Пери и Седмим доктором (Силвестер Мекој) и Ејс (Софи Алдред). Радећи са Првим (Вилијам Расел), Другим (Фрејзер Хајнс) и Трећим Доктором (Тим Трелоар), они избегавају Господареву замку и спречавају да се време препише како Доктор не би напустио Галифреј. Пратиоци Сузан (Керол Ен Форд), Ијан Честертон (Вилијам Расел), Вики (Морин О'Брајен), Стивен Тејлор (Питер Пурвс), Сара Кингдом (Џин Марш), Поли (Анеки Вилс), Џејми Мекримон (Фрејзер Хајнс), Зои Хериот (Венди Педбури), Џо Грант (Кети Менинг), Теган Јованка (Џенет Филдинг) и Турло (Марк Стриксон) такође су се појавили у аудио драми. У мини-епизоди са живом радњом из 2013. „Ноћ Доктора“, Осми Доктор поздравља пратиоце Чарли, Криза, Луси, Тамзин и Моли пре него што се регенерисао у Ратног Доктора.

#### Мери Шели
Најраније аудио објављене пустоловине Осмог Доктора биле су трилогија објављена од октобра до децембра 2011. у којој Доктор путује са Мери Шели (Џули Кокс). Мери се први пут појављује као пријатељица Осмог Доктора у Друштву пријатеља када је упознала будућу варијанту Доктора и помаже његовој прошлој инкарнацији да му спасе живот. Прва прича Сребрни Турчин приказује ране Киберљуде (као што је виђено у Десетој планети). Вештица из бунара испитује однос пара, а трилогија се завршава Војском смрти у којој Мери одлучује да напусти Доктора.

#### Спашавање Чарли
У својој првој аудио пустоловини Олујно упозорење, Осми Доктор слеће на Земљу у октобру 1930. на осуђеном ваздушном броду Р101. На ваздушном броду Доктор упознаје Чарли Полард (Индија Фишер), младу пустоловку. Он спашава Чарлин живот и доводи је на ТАРДИС као своју најновију сапутницу. Доктор убрзо сазнаје да Чарлино спашавање негативно утиче на временски ток.
Чарли умире на Р101 у другој причи, а Доктор не може да је врати да сачува временску линију. Њено постојање чини грубу причу кроз две сезоне аудио пустоловина док Доктор открива низ мањих историјских аномалија узрокованих оштећењем временске линије, као што је постојање ЦИА-е 1933. или Бенџамина Френклина као председника. Доктор на крају сазнаје да је због Чарлиног опстанка универзум заражен "против-временом", што је довело до сукоба са утварским Никада људима: појединцима који су избрисани из историје због злочина против стварности, а сада покушавају да ослободе против-време на универзуму. Доктор жртвује себе и ТАРДИС тако што упије против-временску енергију која затвара пукотину и чува Чарлин живот, али га претвара у баука Загреја. Касније враћен разумом, али и даље заражен против-времем због поступака Чарли, својих старих сапутница Лиле и Романе и рекреације своје три претходне инкарнације, Доктор се поново жртвовао за Чарли и универзум уклањајући се из простора и времена. Он улази у дивергентни универзум о коме нема претходног знања (или познатог оквира) и у коме нема линеарног времена (Загреј). Чарли се склања на ТАРДИС, поричући Докторову жртву тако што се поново доводи у опасност.

#### Дивергентни универзум
Још две сезоне, Доктор, Чарли и нови пратилац по имену Криз истражују дивергентни универзум. Они постепено откривају заплет који је око Доктора осмислио Расилон, оснивач друштва Господара времена, којег је Доктор заробио у против-времену због своје улоге у стварању Загреја. Уз помоћ својих пратилаца, Доктор бежи из замке, превазилази свој осећајни терет, сазнаје да је очишћен од Загреја и враћа се у свој нормалан универзум са Чарли и Кризом (Следећи живот).
Након овога, што се поклопило са завршетком "сезоне" Великог циља у светлу повратка Доктора Хуа на екране 2005. године, тројац слободно лута. Једини наставак заплета укључује Криза који показује необичан (и можда уништиттељски) психолошки развој. Ово је кулминирало Кризовом смрћу (Помиловање) због чега Чарли жели да напусти Доктора. Због губитка памћења услед коме зарастања изазване кибер планером, Осми Доктор верује да га је Чарли напустила 2008. у Сингапуру (Девојка која није постојала), а она је уместо тога расељена 500.002. године из које је спашава Шести Доктор (Осуђени). Верујући да је Осми Доктор умро пре него што су се растали, Чарли путује са Шестим Доктором. Њихово заједничко време се завршава када су ванземаљски род Вијранци заменили његова сећања на Чарли са Милом (још једном женом) да би сачували временску линију.

#### Луси Милер
Пустоловине Осмог Доктора са Доктором и новом сапутницом Луси Милер (Шеридан Смит) почеле су на ББЦ7 у новогодишњој ноћи 2006. Други серијал је уследио 2007. Трећа сезона је емитована на веб страници "Big Finish" и била је доступна на ЦД-у. Четврта (и последња) сезона почела је 2009. божићном епизодом Смрт у Блекпулу која се бавила Лусиним одласком. Самостална епизода Дете Земље је такође објављена у децембру 2009. године у којој Доктор посећује своју унуку Сузан Форман на Земљи (након догађаја из пустоловине Првог Доктора Најезда Далека на Земљу) и упознаје свог праунука Алекса Кембела. У Празном стању Доктор добија нову сапутницу Тамзин Дру, изабрану између четири могућа пратиоца. Ове сезоне, Осми Доктор се сусреће са новом инкарнацијом монаха умешача (сада путује са Луси Милер). Током сезоне, Тамзин је заведена начином размишљања монаха умешача. Луси сматра да је монахово насиље неукусно и поново се придружује Доктору. Када је Монах помогао Далецима да нападну Земљу, Тамзин, Луси и Алекс су побијени како би их отерали. У последњем тренутку, међутим, Монах издаје Далеке да би помогао у спашавању Доктора и Сузан.

#### Тамне очи
У новембру 2012. "Big Finish" је објавио Тамне очи, комплет од четири аудио драме чије се приче дешавају након До смрти. Комплет је представио нову сапутницу Моли О'Саливен (коју глуми Рут Бредли), болничарку Ирског одреда за добровољну помоћ у Првом светском рату. Осми Доктор мења свој изглед, шиша се и пресвлачи се у морнарски капут из Првог светског рата пошто му је викторијанска одећа уништена. Након успеха првог комплета Тамне очи, Биг Финисх је издао још три комплета који настављају Молину причу и представљају Лив Ченк (коју глуми Никола Вокер) као новог пратиоца. Лив је упознала Седмог Доктора у аудио драми Робофобија.

#### Коалиција ужаса
Осми Доктор се појавио у Коалицији ужаса, четвороделној мини серији са четири ЦД-а. Он, Лив и нова сапутница Хелен Синклер (коју глуми Хети Морахан) траже лудог Господара времена познатог као Једанаестерац чије су све прошле личности истовремено активне у његовом уму. Доктор комуницира са Ривер Сонг, будућом женом Једанаестог Доктора (иако избегава интеракцију са Осмим Доктором осим ако није прерушена), и суочава се са савезом између монаха и Уплаканим анђелима. Коалиција ужаса се завршава тако што Доктор осујећује Коалицију ужаса, скупину Господара времена предвођених Докторовим старим школским пријатељем Падраком. Последња Падракова саветовања са Матриксом довела су га до закључка да је једини начин да спасе Галифреј од пророчанстава о његовом уништењу уништавање остатка универзума. Лов на Једанаестерца има за циљ да обмане Доктора да прикупи опрему потребну да Падрачев план успе, али Доктор и његови сапутници ометају Падрачеве машине у последњем тренутку. "Big Finish" је 2017. почео да објављује два ДВД комплета Осми Доктор: Враголанство и Осми Доктор: Временски рат.

#### Враголани
Враголани је низ од четири ДВД комплета из четири дела који су наставак Коалиције ужаса, у почетку истражујући Докторове и Ливине напоре да пронађу Хелен након што је заробљена са Једанаестерцем. Затим приповеда о њиховим напорима да се супротставе Враголанима, древном роду који је грабљивац Господара времена. Еволуирали су да се хране енергијом ослобођеном када се Господари Времена регенеришу. Тројац се накратко удружио са Једанаестерцем против Враголана, али их он издаје када је сазнао да га његово стање чини имуним на навике Враголана у исхрани (што га наводи да помогне Враголанима у њиховој кампањи да претворе универзум у своју храну. Серијал се завршио тако што Доктором ради са три инкарнације Господара (Господаром из филма, Ратним Господаром и Господарицом) да врати Враголане у првобитно стање.

#### Насукани
Након догађаја у Враголанима, у следећој саги о Осмом Доктору Насукани, Доктор, Лив и Хелен слећу на Земљу 2020. Напад Враголана је ТАРДИС учинио неоперативним па се тројац уселио у Докторову кућу у Пекарској улици која је од тада претворена у станове и у њој је већ живело неколико станара, међу којима и агенткиња "Торчвуда" Тања Бел. Тројац покушава да се прилагоди животу 2020. без најезде ванземаљаца или других претњи док Доктор ради на поправци ТАРДИС-а. Међутим, убрзо постају свесни Божанске интервенције, организације за самопомоћ из будућности чије махинације стварају дивергентну временску линију која кулминира уништењем људског рода. Када су Доктор и његови пријатељи вратили временску линију, поново су се нашли на Земљи усред пандемије вируса Корона док чекају да се поправка ТАРДИС-а заврши. На Нову годину 2021. Доктор, Лив и Хелен су поново кренули у даље пустоловине.

#### Даље пустоловине са Лив и Хелен
Након што је "Big Finish" затворио месечни опсег у марту 2021. године, донета је одлука да се све Доктор Ху серије пребаце на редовна издања ДВД комплета. Иако је серијал Пустоловине Осмог Доктора већ излазио као ДВД комплет, "Big Finish" је одлучио да промени опсег даље након завршетка Насуканих, удаљавајући се од четвороделних сага у самосталне ДВД комплете, доводећи га у линију са поново лансираним распони других Доктора. Прва званична издања у оквиру овог поновног лансирања била су два ДВД комплета - Шта је унутра? и Везе – објављена у новембру и децембру 2022. године и настављају даље од Насуканих са Лив и Хелен као пратитељкама Осмог Доктора.

#### Временски рат
Осми Доктор: Временски рат је још једна серија од четири четвороделна ДВД комплета смештена касније у животу Осмог Доктора током раних дана Временског рата. Она описује његове напоре да заштити оне који су ухваћени у унакрсној ватри уз помоћ Блис, његове нове сапутнице чија је историја планете поништена када је агент Господара времена претворио њену планету у складиште оружја. Њена историја је хаотична због Временског рата. У трећем тому, Доктор се поново суочава са Долином када се поново створило његово друго ја пошто је изложен технологији која обмањује биологију док користи трансмат. Долин брише Далеке из историје окрећући њихово најновије оружје против њих, али Стратег времена Далека бежи у други универзум. У четвртом тому, Стратег поново ствара Далеке тако што обмањује алтернативну варијанту Давроса да би комбиновао алтернативне варијанте Скара (обмањујући Давроса тако да верује да Доктор све Каледе види као непријатеље, а не Далеке). Далеци обнављају своје снаге, али алтернативни Даврос је доведен у стање мировања.

### Стрипови

#### Незавршени посао
У стриповима Часописа Доктор Ху, у ненаведено време након његове регенерације (и након пустоловине 1930-их у којој су учествовали Феј Траскот-Сејд и психичке ласице), Доктор је поново посетио град Стокбриџ. Пошто је био ухваћен у играма Небеског творца играчака, покупио је новог пратиоца у живахном фану научне фантастике Изи Синклер. Њих двоје су убрзо били ухваћени у махинације Докторових старих непријатеља Прага, плаћеничке организације. Праг је покушао да обмане Доктора да спречи Далеке да добију приступ мултиверзуму (што би убило вештачки соларни систем као нуспојаву) и да умру у покушају, али су били надмашени. Њему непознати, уградили су уређај у Феј Траскот-Сејд да би могли да је користе као невољног шпијуна када следећи пут наиђе на Доктора. Она је то учинила 1939. године, помажући њему и Изи против вампира Варнија. Доктор је остао заражен смртоносним бацилом и морао је да буде одведен на Галифреј да би се излечио, намамивши га у битку против култа Господара времена званог Завршно поглавље.
Схвативши да Праг користи Феј као шпијуна, Доктор и његов стари друг Шејд су лажирали регенерацију. Праг је био преварен да верује да се суочавају са рањивим новим Доктором (прерушени Шејд), дозвољавајући правом Доктору да се убаци у њихову базу. Док су он и његови пријатељи били прекасни да спрече Праг да уништи сваку свемирску летелицу у универзуму, успели су да доведу до уништења организације пре него што је могла да профитира. Феј се вратила у своје време пошто се такође повезала са Шејдом како би му спасила живот.
Несвесно, ТАРДИС је преузео Господар који је искористио догађајима да би стекао моћ свестране Славе. Доктор је био посебно послат у времена и места која би га поткопали – откривши да је пореметио живот Грејс Халовеј 2001. године, наишао на ванземаљски род са побудама непријатно сличним његовим што је изазвало смрт и ужас у Јапану у 17. веку и замало убило доброћудног Кротонца грешком. (Мало одступање између догађаја довело је до тога да су се Доктор и Изи удружили са глумцем Томом Бејкером и другим телевизијским глумцима из 1970-их против Мипа Бипа 1979. године.)
У Јапану у 17. веку, Докторов покушај да спасе живот самураја Изиног пријатеља Кацура Сата оставио је човека нехотице бесмртним и на тај начин лишен почасне смрти и сваког осећаја саосећања. Господар је касније дошао по Сата када је био ментално рањив и дао му лажну веру на коју ће се усредсредити. Историја Земље је измењена када су Сато, преименован у лорд Морнингстар, и његова Црква славних мртвих освојили планету, стварајући технолошки напредну, веома свирепу планету џихадиста. Доктор, Изи и Кротонац су залутали у њихову најезду на музејску планету Парадост. Док се Доктор суочио са Господаром над Славом, Изи и Кротонац су провели неколико недеља у окупираном свету. Доктор је био поражен, али је Господар открио да није у могућности да приступи Слави јер су уместо тога Кротонац и Сато били ти за које је проречено да ће се борити за њу. Кротонац је освојио Славу, Господар је почишћен из ТАРДИС-а и историја је враћена, а Доктор и Изи су узели заслужену паузу.

#### Дестри
Током битке против Офидијанаца који краду тела и њиховог гигантског техно-органског ратног брода у облику змије, Доктор и Изи су наишли на дрску и пустоловну жену рибу по имену Дестри. Док је наизглед била пријатељска и повезана са Изи, Дестри је била тајно у бекству и она је заменила тела са Изи да би прикрила свој бекство. Када је Дестри наизглед убијена, Изи је изгледала заробљена унутар ванземаљског тела. Докторових наредних неколико путовања је провела покушавајући да му помогне у овој ситуацији, како да се помири са променом, тако и да сазна које су способности њеног новог тела. Фрида Кало је помогла Изи да се психички носи са променом, али покушај испитивања Изиних способности довео је њу и Доктора у турбулентни сусрет са хуманизованим Далецима које је створио у својој другој инкарнацији. Неспособни да спрече свој трагични крај – самоуништење како би побегли од махинација злонамерног видовњака Ката-Фобуса, њих двоје су били ометени и ухваћени неспремни када су Хелиот и Хасана, два енергетска бића звана Хорда, отели Изи мисли да је Дестри.
Доктор је кренуо у немилосрдну потрагу да спасе своју пријатељицу, уз помоћ Феј Шејд и присиљавајући Дестри која је још увек жива у свом украденом телу на сарадњу. Њега је довела до планете Обливион, надреалног и свирепог света којим влада Дестрина мајка Матриакс. Изи је спашена и враћена у свој првобитни облик, док су Обливионов судски састав и претња Хорде уништени, остављајући Дестри слободну да напусти свој свет и истражује универзум са својим лажљивим ујаком Јодафром. Међутим, Изи је одлучила да жели да се врати кући својој породици, а Доктор је остао сам.
Осећајући се помало мрзовољно, доктора је развеселио несвесни сусрет са својим старим сапутником Фробишером и сам је отишао у неколико „празничних“ пустоловина. На крају се поново сусрео са Дестри и Јодафром у Америци током 19. века, где је предстојећи сукоб између генерала Кастера и Седећег Бика прекинут Јодафровим махинацијама у које је умешан чудовишни вендиго. Јодафра је склопио договор са створењем: моћ у замену за храњење деце. У немогућности да то издржи и док ју је Доктор наговарао да слуша искру пристојности у себи, Дестри је помогла Доктору да заустави њеног ујака. У знак освете, остављена је претучена и напуштена, Доктор ју је примио као сапутницу на условној. Заједно, њих двоје су се удружили са МИ6 и суочили се са најездом Киберљуди који путују кроз време на Земљу раног 21. века. Спремали су се да хемијски преоптерећују људска осећања и тако их натерају да се вољно предају да би њихова осећања била уклоњена преображењем. Доктор их је уништио употребом Временског вртлога (слично каснијем „Растанку путева“), скоро му се предајући, али одустајући од његове моћи да спасе Дестри.
Панини Књиге су 2007. објавиле Доктор Ху: Поплава, коначну збирку стрипова са Осмим Доктором у Часопису Доктор Ху. Књига укључује есеј „Препреке поплаве“ уредника стрипа Клејтона Хикмена у коме он открива да је Расел Т. Дејвис овластио стрип да прикаже регенерацију Осмог Доктора у Деветог на крају лука 2004–05 Поплава. Узрок регенерације би био Докторово излагање Временском вртлогу у његовим напорима да уништи Киберљуде (исти узрок који је покренуо каснију регенерацију Деветог у Десетог Доктора у „Растанку путева“). Дестри би била сведок регенерације и наставила би да путује са Деветим Доктором у предложеном луку прве године. Међутим, ББЦ Велс је ставио забрану на лук из прве године и указао да би Девети Доктор могао да буде приказан само како путује са Роуз Тајлер. Хикмен и писац Скот Греј су на крају одлучили да не прикажу регенерацију јер не би могли да обезбеде Дестри прави одлазак. Панинијева збирка укључује изворни сценарио за секвенцу регенерације, као и никада раније објављену уметност која приказује саму регенерацију.

### Доктор Ху: Титан стрипови − Осми Доктор
У стрип серији Доктор Ху: Осми Доктор, Осми Доктор – из тачке непосредно пре Временског рата, како је приказан у одећи и фризури коју је носио у „Ноћи Доктора“ – посећује стару кућу за одмор где сусреће младу сликарку по имену Џоси Деј. Заинтригиран њеним присуством, он је позива да му се придружи док он проверава ставке на листи 'Одрадити' које је оставио у својој последњој посети кући. У току приче открива се да је Џоси заправо живописна слика којој је богата жена дала живот у будућности као део свог плана да себи додели бесмртност преносећи свој ум у Џоси, али је Џоси спасла Дванаестог Доктора и одвела га у прошлост како би она могла да путује са Осмим и Дванаестим Доктором, осећајући да је његово прошлост боље прилагођено да помогне њој да научи како да буде човек.